# Elegia altigena
Elegia altigena är en gräsväxtart som beskrevs av Neville Stuart Pillans. Elegia altigena ingår i släktet Elegia och familjen Restionaceae. Inga underarter finns listade i Catalogue of Life.